# Росина Поляна
Росина Поляна (біл. вёска Росіная Паляна) — село в складі Смолевицького району Мінської області, Білорусь. Село підпорядковане Жодинській сільській раді, розташоване в центральній частині області.